# Lasara Baene
Lasara Baene is een bestuurslaag in het regentschap Nias Barat van de provincie Noord-Sumatra, Indonesië. Lasara Baene telt 564 inwoners (volkstelling 2010).